# Gilles Sylvain
Gilles Sylvain, né le 11 décembre 1982 à Fort-de-France, en Martinique, est un joueur français de basket-ball. Il évolue au poste d'ailier fort.